# November to Remember 1999
November to Remember 1999 fu un pay-per-view organizzato dalla federazione Extreme Championship Wrestling (ECW); si svolse il 7 novembre 1999 presso il Burt Flickinger Center di Buffalo, New York, Stati Uniti. Questa fu la settima edizione dell'evento e la terza ad essere trasmessa in pay-per-view.

## Evento
Il main event dello show fu un six-man tag team match nel quale Rhino e Impact Players (Justin Credible & Lance Storm) (con Jason Knight e Dawn Marie) sconfissero Raven, Tommy Dreamer & The Sandman (con Francine).

## Risultati
| N.         | Risultati | Stipulazione                                          | Durata |
| ---------- | --- | ----------------------------------------------------- | ------ |
| Dark match | Danny Doring & Roadkill sconfissero C. W. Anderson & "Wild" Bill Whiles                                                                                    | Tag team match                                        | 04:34  |
| 1          | Spike Dudley sconfisse Simon Diamond (con Dick Hertz) | Single match                                          | 02:59  |
| 2          | Little Guido (con Sal E. Graziano) sconfisse Nova | Single match                                          | 04:20  |
| 3          | Jerry Lynn sconfisse Yoshihiro Tajiri (con Steve Corino e Jack Victory) e Super Crazy                                                                      | Three-Way Dance                                       | 10:59  |
| 4          | Da Baldies (Spanish Angel, Tony DeVito, Vito LoGrasso & P. N. News) sconfissero New Jack & The Hardcore Chair Swingin' Freaks (Axl Rotten & Balls Mahoney) | Handicap match                                        | 08:21  |
| 5          | Sabu (con Bill Alfonso) sconfisse Chris Candido (con Tammy Lynn Sytch) per sottomissione                                                                   | Single match                                          | 17:42  |
| 6          | Mike Awesome (c) (con Judge Jeff Jones) sconfisse Masato Tanaka                                                                                            | Single match per l'ECW World Heavyweight Championship | 12:26  |
| 7          | Rob Van Dam (c) (con Bill Alfonso) sconfisse Taz | Single match per l'ECW World Television Championship  | 14:34  |
| 8          | Rhino & Impact Players (Justin Credible & Lance Storm) (con Jason Knight e Dawn Marie) sconfissero Raven, Tommy Dreamer & The Sandman (con Francine)       | Six-man tag team match                                | 09:19  |